# Чарльз, Пьер
Пьер Чарльз (англ. Pierre Charles; 30 июня 1954, Берекуа, Приход Сент-Патрик — 6 января 2004, Розо) — политический и государственный деятель Доминики. Премьер-министр страны с 2000 по 2004 год, а также депутат парламента от Гранд-Бэй с 1985 года и до своей смерти.

## Биография
Родился в Берекуа в приходе Сент-Патрик. Получал среднее образование в школе грамоты Доминики и Академии Святой Марии, а затем продолжил обучение в местном педагогическом колледже. Прежде чем поступить на работу на выборную должность, работал учителем и общественным организатором.
В 1979 году в возрасте 25 лет стал сенатором в парламенте Доминики. На всеобщих выборах 1985 года баллотировался в Берекуа и одержал победу, хотя его Доминикская лейбористская партия, возглавляемая Майклом Дугласом (братом Рози Дугласа), проиграла действующей Доминикской партии свободы под руководством Юджинии Чарлз, дольше всех занимающей пост главы правительства Доминики. В течение следующих 15 лет Пьер Чарльз оставался на этой должности от Берекуа, как Рози Дуглас от Портсмута.
Когда в 2000 году к власти пришла Доминикская лейбористская партия под руководством Рози Дугласа, Пьер Чарльз был назначен министром общественных работ и коммуникаций. В течение восьми месяцев правления Дугласа, Пьера Чарльза часто назначали исполняющим обязанности премьер-министра. Когда в октябре 2000 года Рози Дуглас внезапно умер, он стал его преемником. В феврале 2003 года заболел и перенес операцию по ангиопластике. Опасения насчет состояния его здоровья привели к призывам уйти в отставку. Однако, он продолжал занимать пост премьер-министра до самой смерти. По возвращении из отпуска по болезни скончался в возрасте 49 лет от сердечного приступа, когда ехал домой с заседания кабинета министров. Обязанности премьер-министра после его смерти Чарльза исполнял Осборн Ривьер. 
Пьер Чарльз был почётным членом Международного фонда Рауля Валленберга.